# 警察庁 (モロッコ)

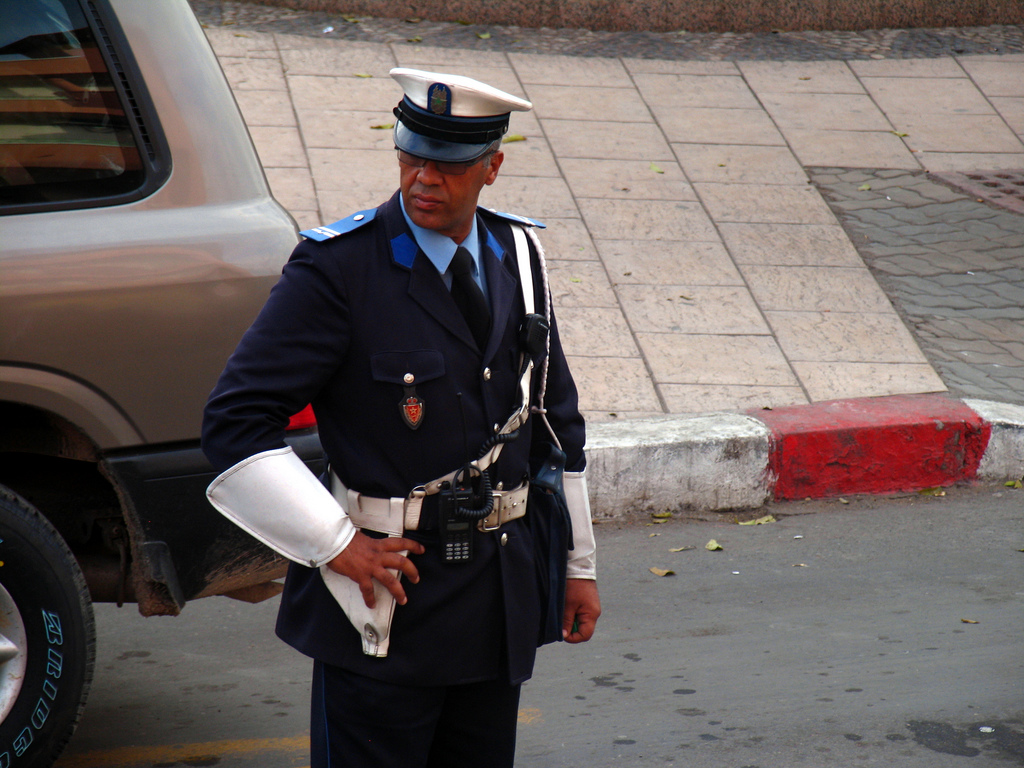
モロッコの警察官。

警察庁またはモロッコ警察（フランス語: Sûreté nationale、アラビア語: الأمن الوطني Al-'Amnal-Waṭaniy ）は、モロッコの権威ある主要な州警察機関である。警察庁(Sûreté Nationale)は、法律と社会秩序を維持する任務を負っている。 
1956年5月16日にムハンマド5世によって設立された 。 
2004年現在、モロッコ警察には以下の組織が含まれる： 
- 国境警察(Border Police)：国境監視と検査;
- 機動介入隊(Mobile Intervention Corps);
- 国家旅団(National Brigade)：テロや組織犯罪、ホワイトカラー犯罪など、刑法の重大な違反に対する初期調査の責任を担う。

2007年までに、警察には46,000人の職員がいた。 

## 参照
- セキュリティのグループ